# Dave Green

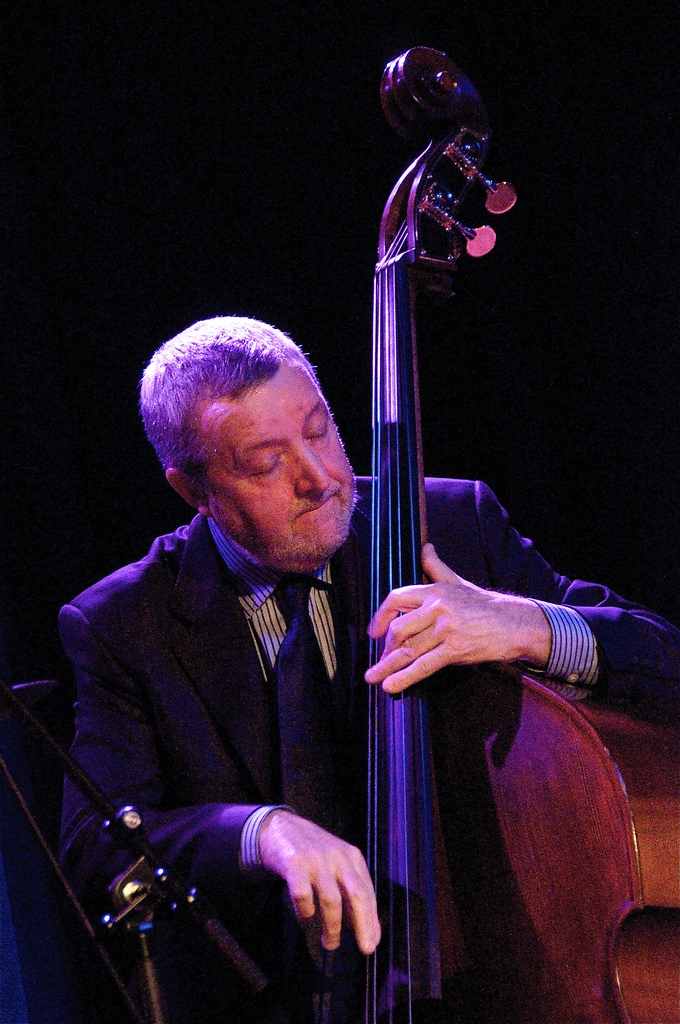
Dave Green, Konzert mit The ABC&D of Boogie Woogie in Herisau, 2010.

Dave Green (* 5. März 1942 in London) ist ein britischer Jazzbassist, der in unterschiedlichsten Jazz-Stilen aktiv ist. Er wurde sechsmal in Folge als bester Bassist beim BT British Jazz Award ausgezeichnet.

## Leben und Wirken
Green sang zunächst im Kirchenchor; dann spielte er Skiffle-Musik auf einem Teekisten-Bass, bevor er sich mit fünfzehn Jahren einen Kontrabass kaufte und in den Jazz wechselte. Zunächst trat er häufig mit seinem Nachbarn Charlie Watts in der Band des Trompeters Brian „Jo“ Jones auf. Dann wurde er Mitglied des damals führenden Amateurtrios mit Ken Wallbank (Piano) und Peter Prince (Schlagzeug). 1963 wurde er professioneller Musiker und spielte zunächst mit Keith Ingham und mit Pete Shade. Im Dezember des gleichen Jahres wechselte er ins Quintett von Don Rendell (bis 1969 war er dort an vier Alben beteiligt). Daneben trat er 1964 mit Benny Goodman im Fernsehen auf. Seit dem gleichen Jahr war er auch an Bandprojekten von Michael Garrick beteiligt, mit dem er acht Alben einspielte und zunächst in den Free Jazz und in den frühen 1970er Jahren in Richtung Fusionjazz vorstieß. 1965 ging er mit Humphrey Lyttelton, Big Joe Turner und Buck Clayton auf Tournee; bei Lyttelton blieb er bis 1983. Parallel gehörte er auch zu den Gruppen von Stan Tracey (bis in die 1990er Jahre).
Mitte der 1960er arbeitete Green als Bassist auch im Ronnie Scott’s Jazz Club, wo er amerikanische Stars wie Roland Kirk und Sonny Rollins begleitete. 1970 war er an einem Album mit Ben Webster beteiligt, 1971 mit Tony Coe/Brian Lemon (Some Other Autumn). Daneben spielte er auch mit Henry Lowther. 1979 gründete er seine eigene Band Fingers, mit der er zunächst das Tribut-Album Fingers Remember Mingus vorlegte und 1984 auf Jugoslawien-Tournee ging und auf dem Jazzfestival in Nizza auftrat. 1985 tourte er mit Didier Lockwood und Gordon Beck durch Europa. Zwischen 1994 und 1997 begleitete er regelmäßig Lillian Boutté in Europa. 1996 ging er mit Charlie Watts auf Amerika-Tournee, 1998 konzertierte er mit Warren Vaché und George Wein in Europa; im gleichen Jahr spielte er mit John Lewis in Bern und gründete sein eigenes Trio (mit Iain Dixon und Gene Calderazzo). Auch gehörte er fünfzehn Jahre lang zum britischen Quartett von Scott Hamilton sowie seit 2007 zur Band von Chris Barber. Daneben arbeitete er mit Alan Barnes, Gareth Williams, Colin Purbrook, dem Trio von John Bunch und dem Boogie-Projekt The ABC&D of Boogie Woogie.

## Diskographische Hinweise
- Time Will Tell (Jazz House Records, 2001)
- The Magic of Boogie Woogie (Vagabond Records, 2010) – mit Charlie Watts und Axel Zwingenberger

## Lexigraphische Einträge
- Ian Carr, Digby Fairweather, Brian Priestley: Rough Guide Jazz. Der ultimative Führer zur Jazzmusik. 1700 Künstler und Bands von den Anfängen bis heute. Metzler, Stuttgart/Weimar 1999, ISBN 3-476-01584-X.
- Richard Cook: Jazz Encyclopedia. London: Penguin 2007, ISBN 978-0-14-102646-6.